# Homosexualité dans l'Europe médiévale
 (juillet 2022).
Le contenu est difficilement compréhensible vu les erreurs de traduction, qui sont peut-être dues à l'utilisation d'un logiciel de traduction automatique.
Pour des articles plus généraux, voir Histoire de l'homosexualité et LGBT en Europe.
Dans l'Europe médiévale, les attitudes envers l'homosexualité varient d'une région à l'autre, déterminées par la culture religieuse. L'Église catholique, qui domine le paysage religieux, considère la sodomie comme un péché mortel et un « crime contre nature ». Au XIe siècle, la sodomie était de plus en plus considérée comme un crime moral grave et passible de mutilation ou de mort. Les archives médiévales reflètent cette préoccupation croissante. L'émergence de groupes hérétiques, tels que les Cathares et les Vaudois, témoigne d'une augmentation des allégations de conduite sexuelle contre nature contre ces hérétiques dans le cadre de la guerre contre l'hérésie dans la chrétienté.
Des accusations de sodomie et d'actes « contre nature » ont été portées contre l'ordre des Templiers en 1307, dans le cadre de la tentative de Philippe IV de France de supprimer l'ordre. Ces allégations étaient hautement politisées et sans réelle substance.

## Théologie
Bien que l'homosexualité n'ait pas été considérée comme un délit majeur au début de l'Empire romain, les rencontres homosexuelles et les comportements homosexuels en sont venus à être considérés comme inacceptables à mesure que le christianisme se développait. L'Ancien Testament (Lévitique 18:22, 20:13, Deutéronome 22:5) condamnait les femmes qui portaient des vêtements masculins, les hommes qui portaient des vêtements féminins et les hommes qui se livraient à des rapports homosexuels. Au XIe siècle, le docteur de l'Église, saint Pierre Damien, écrivit le Liber Gomorrhianus, une attaque prolongée à la fois contre l'homosexualité et la masturbation. II a dépeint l'homosexualité comme une force contre-rationnelle sapant la moralité, la religion et la société elle-même, et nécessitant une forte répression de peur qu'elle ne se répande même et surtout parmi le clergé.
Hildegarde de Bingen, née sept ans après la mort de saint Pierre Damien, a rapporté avoir eu des visions et les a enregistrées dans Scivias (abréviation de Scito vias Domini, « Connais les voies du Seigneur »). Dans le Livre II Vision Six, elle cite Dieu comme condamnant les relations homosexuelles, y compris le lesbianisme ; « une femme qui adopte des voies diaboliques et joue un rôle masculin en s'accouplant avec une autre femme est la plus vile à mes yeux, et celle qui se soumet à une telle personne dans cette mauvaise action l'est aussi ».
Au XIIIe siècle apr. J.-C., le théologien Thomas d'Aquin a joué un rôle important en liant les condamnations de l'homosexualité à l'idée de loi naturelle, arguant que « les péchés spéciaux sont contre nature, comme ceux qui vont à l'encontre des rapports sexuels entre hommes et femmes et sont donc particulièrement qualifiés de vices contre nature ». Ce point de vue va du naturel au divin, car (à la suite d'Aristote), il affirme que tous les hommes recherchent le bonheur ; mais selon Thomas d'Aquin, le bonheur ne peut finalement être atteint qu'à travers la vision béatifique. Par conséquent, tous les péchés sont également contraires à la loi naturelle. Cependant, la loi naturelle de nombreux aspects de la vie peut être connue indépendamment de la révélation en examinant les formes et les buts de ces aspects. C'est en ce sens que Thomas d'Aquin considérait l'homosexualité contre nature, puisqu'elle implique un type de partenaire autre que celui vers lequel pointe la finalité de la sexualité. En effet, il la considérait juste après la bestialité en tant qu'abus de la sexualité,.

## Croyances gréco-romaines
Dans les cités-États méditerranéennes de l'Ancien monde (environ 40 av. J.-C. à 400 apr. J.-C.), les normes selon lesquelles une personne menait sa vie privée et publique étaient sociales et comportementales ; plutôt que psychologiques ou spirituelles. Les normes du comportement humain étaient fondées sur la satisfaction des attentes sociales ; par exemple, être un bon citoyen et faire honneur à sa famille. Il était considéré comme un devoir de perpétuer la lignée familiale en se mariant et en élevant des enfants, quelle que soit l'orientation sexuelle [réf. nécessaire].
Pour les citoyens romains, le mariage était un devoir et n'était pas destiné à satisfaire des besoins érotiques. Par conséquent, il était considéré comme normal pour un homme de rechercher l'épanouissement sexuel en dehors du mariage, bien que les femmes ne disposent pas de cette même liberté. Vraisemblablement, la principale opinion morale gréco-romaine sur la sexualité humaine était que la sexualité était acceptée, tant qu'elle n'interférait pas avec les obligations d'une personne envers l'État ou la famille ou n'impliquait pas l'abus d'enfants libres ou de femmes mariées. D'autres points de vue ont déclaré que la sexualité était dangereuse et devrait être limitée. Les personnes qui avaient de telles croyances s'engageaient généralement au célibat ou limitaient leurs activités sexuelles soit au mariage, soit strictement dans le but de procréer. De telles opinions, cependant, n'excluaient pas les actes homosexuels ; ils visaient simplement à réduire l'activité hétérosexuelle de promiscuité[réf. nécessaire].
L'orientation sexuelle dans la société romaine n'était ni questionnée ni jugée. La façon dont une personne exprimait sa sexualité était basée et limitée à la classe, à l'âge et à l'état matrimonial plutôt qu'au sexe. Bien qu'il y ait eu quelques exceptions, plus le statut social d'une personne était élevé, plus elle avait de limites. Cela comprenait des limitations sur les actes sexuels et moins de partenaires sexuels. Par exemple, un homme de statut élevé pouvait  pénétrer une autre personne, homme ou femme, sans porter atteinte à son statut social. Mais pour lui, être pénétré par n'importe quelle personne pouvait éventuellement entraîner une perte de statut. D'autre part, le statut social d'un esclave, ou celui de tout autre homme libre d'un statut de classe similaire, ne pouvait être pas affecté par un acte sexuel tant que le rapport sexuel n'avait pas eu lieu avec une autre personne que le propriétaire de l'esclave lui avait permis, ou tant que cela ne s'est pas produit avec un citoyen adulte de sexe masculin[réf. nécessaire].
La pénétration et le pouvoir étaient fortement corrélés aux droits de l'élite dirigeante dans la société romaine. Il était acceptable que les membres du groupe le moins puissant se soumettent à la pénétration des membres d'un groupe plus puissant. Ainsi, la pénétration était associée au pouvoir et à l'autorité d'un homme, et n'était pas considérée comme un acte homosexuel ou hétérosexuel[réf. nécessaire]. Bien que certains chercheurs ne soient pas d'accord, il existe des preuves qui montrent que le lesbianisme n'était pas considéré comme un problème ; aucune loi ne le restreignait. Les Romains, peut-être parce qu'ils étaient une société si centrée sur les hommes, ont peu écrit dans leur littérature historique sur les femmes, en particulier les lesbiennes[réf. nécessaire].

## Croyances médiévales paléochrétiennes
Vers 400 apr. J.-C., le christianisme commence à introduire un nouveau code sexuel axé sur les concepts religieux de « sainteté » et de « pureté ». L'Église émergente, qui a acquis une influence sociale et politique au milieu du IIIe siècle, avait deux approches de la sexualité. Pour la première, comme ses prédécesseurs gréco-romains, le christianisme ne voyait ni ne jugeait la sexualité en termes d'actes hétérosexuels ou homosexuels. Au lieu de cela, il ne jugeait que l'acte lui-même et promouvait une vie sexuelle principalement axée sur les relations platoniques. Certains citent la cérémonie de la fraternité de l'ancienne Église comme un exemple de mariage homosexuel, mais cela est contesté[réf. nécessaire]. Par exemple, la tradition romaine de former une union légale avec un autre mâle en déclarant un "frère" a persisté pendant les premières années Médiévales. De plus, bien qu'il n'y ait pas eu de mariage officiel au sein des communautés religieuses, des relations ou des liens durables ont été créés. En outre, de nombreux poèmes de ce siècle suggèrent l'existence de relations lesbiennes.
Mais l'approche principale de la sexualité chrétienne avait un point de vue opposé. Selon cette approche, le sexe n'était destiné qu'à des fins de procréation. L'activité sexuelle dans laquelle la procréation était impossible, y compris les actes homosexuels, était considérée comme un péché. Une telle vision a été héritée d'aspects de l'éthique païenne de l'Antiquité tardive et a d'abord été limitée aux écrivains chrétiens abstinents profondément inspirés par la philosophie hellénistique. Finalement, c'est cette approche de la sexualité qui a été favorisée et répandue dans le monde chrétien parce qu'elle limitait le plus l'activité sexuelle et faisait appel à un principe déjà compris. En fin de compte, cette vision deviendrait la norme de l'orthodoxie catholique.

## La punition à l'époque médiévale

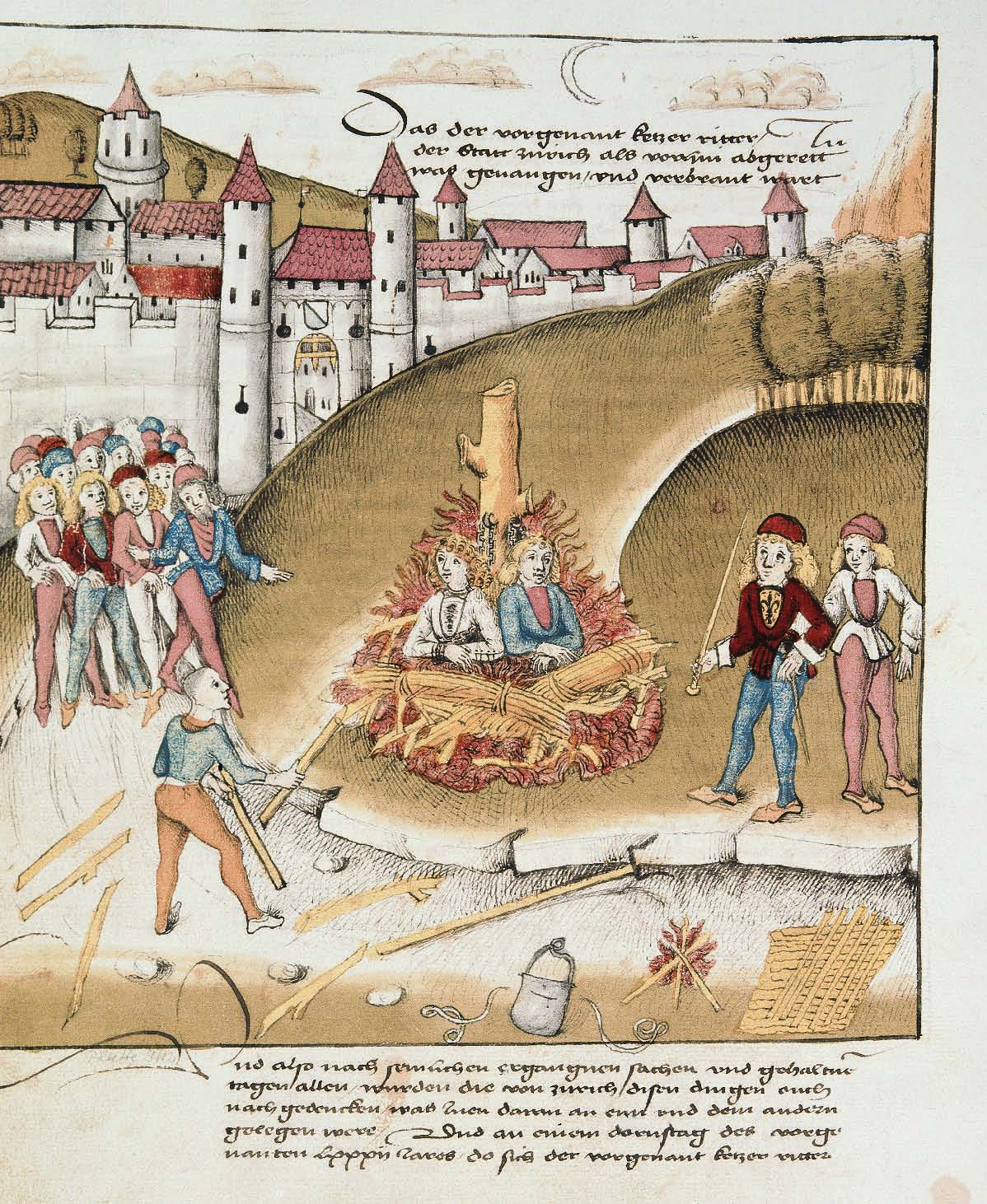
Deux hommes, Richard Puller von Hohenburg et Anton Mätzler, accusés de sodomie brûlés sur le bûcher, Zürich, 1482.

À la fin du Moyen Âge, la plupart des ecclésiastiques et des États catholiques acceptaient et vivaient avec la croyance que le comportement sexuel devait correspondre à la loi naturelle,, et donc viser à la procréation. Les actes sexuels purement stériles, c'est-à-dire le sexe oral et anal, ainsi que la masturbation étaient considérés comme pécher. Cependant, les actes homosexuels occupaient une place particulière en tant que crimes contre la loi naturelle. La plupart des codes de droit civil prévoyaient des sanctions pour de tels « actes contre nature », en particulier dans les régions fortement influencées par les enseignements de l'Église[réf. nécessaire].
Au début du Moyen Âge, l'homosexualité n'avait pas de pénitence particulière ; elle était considérée comme tous les autres péchés. Par exemple, au VIIIe siècle, le pape Grégoire III a donné des pénitences de 160 jours pour les actes féminins contre nature et généralement d'un an pour les hommes qui ont commis des actes de sodomie, le partenaire passif étant traité plus sévèrement. Pendant l'Inquisition, les individus ont rarement fait l'objet d'enquêtes pour sodomie seule ; ils étaient généralement poursuivis pour l'expression de croyances hérétiques et d'attaques contre l'Église. Ceux qui n'abjureraient pas leur hérésie seraient sévèrement punis.
La restoratio papale du XIe siècle a conduit à des attitudes de plus en plus dures envers les Sodomites. Le Concile de Naplouse en 1120, dans le Royaume de Jérusalem, a promulgué des peines sévères pour sodomie à la suite de la défaite de l'armée d'Antioche au Champ du Sang l'année précédente. Au XIIIe siècle en France, la sodomie entraînait la castration au premier délit, le démembrement au second et la brûlure au troisième. Le comportement des lesbiennes (terme jamais utilisé au Moyen Âge) était puni de mutilations spécifiques pour les deux premières infractions et de brûlures pour la troisième également. Au milieu du XIVe siècle, dans de nombreuses villes d'Italie, les lois civiles contre la sodomie étaient courantes. S'il était avéré qu'une personne avait commis un acte de sodomie, le gouvernement de la ville avait le droit de confisquer les biens du contrevenant.
En 1533, le roi Henri VIII avait promulgué la peine de mort pour sodomie, qui est devenue la base de nombreuses lois anti-sodomie pour établir la peine de mort The Buggery Act 1533 . Cela a également conduit au fait que bien que la Renaissance trouve ses origines dans la Grèce antique, aucun des maîtres littéraires n'a osé proclamer publiquement « l'amour des hommes ».

## Art
Dans le domaine de l'homosexualité dans l'Europe médiévale, l'art est l'un des aspects les moins étudiés lors de la recherche sur la question. Alors que Constantin légalisait le christianisme au quatrième siècle, la religion s'est répandue dans l'Europe médiévale au fil des siècles, ce qui a conduit à la production de sujets moins laïques, car plus d'énergie a été utilisée pour convertir les praticiens des religions païennes. 
En effet du début à la fin du Moyen Âge, la plupart des œuvres d'art étaient produites sous l'église, amenant l'art de l'époque à avoir plus de thèmes théologiques. Bien que ce soit le cas, des représentations de l'homosexualité en tant que sodomie existaient, variant d'une région à l'autre, soit sous des formes de damnation par l'église, soit sous forme de représentations de l'amour principalement à travers des manuscrits et de la littérature.

### Littérature et poésie
L'une des premières mentions documentées de la sodomie médiévale remonte au Xe siècle. Le poète German Roswitha de Gandersheim/Hrotsvitha a écrit la Passio S. Pelagic, dans laquelle l'homosexualité comme décrite comme une pratique de terres étrangères, « arabe » pour être précis. Le protagoniste chrétien, Pelaguis, est resté fidèle à sa foi en refusant les avances du calife de Cordoue Abderrahmann, en refusant son étreinte et devenant un martyr. La littérature anglo-saxonne de cette époque existe également, comme De Lantfrido et Cobbone, une œuvre latine corroborant l'idée de l'homosexualité/sodomie comme un idéal païen et préchrétien et aussi l'une des premières représentations de la bisexualité dans la littérature.
La place de l'homosexualité dans la poésie du XIe et XIIe siècles pose une question au regard de la damnation de l'homoérotisme de l'église. Alors que le latin était mis en pratique dans le royaume français, la poésie produite à cette époque avait des éléments d'homosexualité et de christianisme. Les plus remarquables de ce genre sont les œuvres de trois évêques, Marbodius de Rennes, Baudri de Bourgueil et Hildebert de Lavardin.
Ce sont des œuvres remarquables en raison de la position que ces trois hommes occupaient au sein de l'Église en tant qu'évêques. Le travail de Marbod tel qu'il a été étudié s'est avéré présenter les thèmes les plus homoérotiques et les plus explicites, bien qu'il ait été trouvé dans le dossier des éléments niant une telle accusation et présentant son écriture comme métaphorique.
La représentation de l'homosexualité dans l'art a connu un essor à la fin du Moyen Âge, à commencer par la Renaissance du XIIe siècle, lorsque les influences latines et grecques ont été revitalisées en Europe. Influencés par les représentations romaines de l'amour homoérotique, ces poètes « néo-latins » dépeignaient l'amour masculin sous un jour positif, tout en évitant de mentionner explicitement l'homosexualité, qui était encore un sujet tabou. Un exemple est le poète Marbodius de Rennes, qui a écrit sur la beauté masculine et le désir :

« Un beau visage exige un bon esprit et un esprit docile... cette chair est si lisse, si laiteuse, si intacte, si bonne, si glissante, si belle, si tendre. Pourtant, le temps viendra... où cette chair, chère chair de garçon, ne vaudra plus rien... ne tardez pas à céder à un amour ardent... »

La poésie sur les actes homosexuels dans l'Europe médiévale n'était pas très répandue. Un écrit qui décrivait des actes homosexuels était « Le Livre des Manières ». Écrits par Étienne de Fougères entre 1173 et 1178, ses poèmes opposent la « beauté » du sexe hétérosexuel au « vil » sexe homosexuel contre nature. Sept des strophes se concentrent spécifiquement sur les actes sexuels lesbiens :

« Ils font leur numéro de joute en couple

et y vont à fond ;

au jeu de l'escrime à la cuisse

ils partagent lascivement leurs dépenses.

Ils ne sont pas tous du même moule :

l'un reste immobile et l'autre s'active,

l'une joue le coq et l'autre la poule

et chacune joue son rôle. »

Il convient de noter ici, selon Sahar Amer, que chaque strophe semble décrier l'absence de pénis ; Robert Clark Aldo note « le phallus toujours présent mais toujours absent ». Amer note également que l'auteur pourrait bien s'être appuyé sur des traités arabes sur la sexualité, pour des métaphores et des mots spécifiques relatifs à l'activité sexuelle lesbienne.

### Manuscrits enluminés

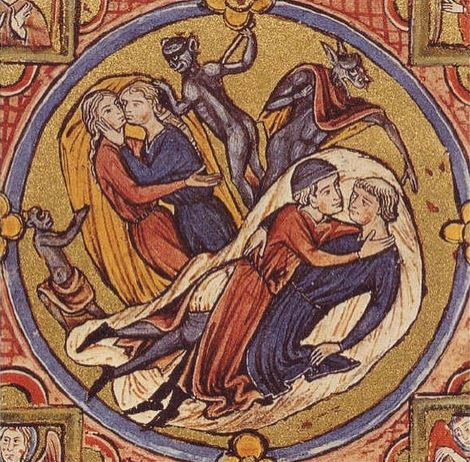
Baisers entre hommes, illustration tirée de la Bible moralisée de Vienne.

Plus les représentations de la sodomie se répandaient, plus une forme d'écriture entrelacée entre l'amour homosexuel et les textes bibliques est apparue. Ceux-ci sont connus sous le nom de textes « moralisés ». Cette forme d'expression était généralement accompagnée de manuscrits enluminés, les rendant plus coûteux et tout aussi rares. Généralement commandés par une personne de statut royal, ils existaient comme une réinvention d'anciens textes littéraires de la Bible et de la littérature grecque. Ils sont traduits et le contexte est réinventé pour s'adapter à la morale du christianisme aux XIIIe et XIVe siècles.
Les plus célèbres d'entre eux sont les Bibles moralisées qui contiennent des illustrations manuscrites à l'intérieur de cercles pour montrer la morale des versets de la Bible. À cela s'ajoute l'Ovide Moralisée, utilisée pour changer la vision de la littérature païenne antérieure. Dans « l'Ovide Moralisée », un texte sur Jupiter et Ganymède est plutôt utilisé pour condamner la sodomie, bien que sa signification réelle était de montrer l'histoire de Ganymède devenant l'échanson des dieux.

## Lesbianisme
Pour un article plus général, voir Histoire des lesbiennes.

### Contexte
La sexualité au Moyen Âge était centrée sur les hommes et tournait autour de l'idée que le pénis d'un homme était nécessaire pour avoir une activité sexuelle satisfaisante. Le manque d'attention accordée au lesbianisme au Moyen Âge peut provenir de cette croyance selon laquelle tant qu'un gode ou un autre objet en forme de pénis n'était pas utilisé dans les relations lesbiennes, la relation n'était pas considérée comme pleinement sexuelle.

### Religieux
De nombreux écrits traitant du lesbianisme dans l'Europe médiévale proviennent de textes religieux. Le premier texte qui montre la désapprobation de l'Église envers le lesbianisme vient des écrits de saint Paul aux Romains. Dans ses lettres, il déclare : « les femmes ont échangé des relations naturelles contre des relations non naturelles, et les hommes ont également renoncé à des relations naturelles avec des femmes et ont été consumés par la passion les uns pour les autres… et ont reçu en leur propre personne la peine due pour leur erreur ».
Bien que Paul ne décrive pas explicitement les relations lesbiennes entre femmes, il déclare qu'il s'agit d'un choix impie et que les femmes qui commettent ces actes « contre nature » seront punies, vraisemblablement par la volonté de Dieu. C'est l'une des premières descriptions du lesbianisme qui détaille ce que les premiers dirigeants de l'Église pensaient de ce qui était décrit comme des relations « contre nature ». La mentalité de l'église concernant le lesbianisme s'est également vue dans la montée des pénitentiels. Les pénitentiels étaient des guides utilisés par les chefs religieux et les laïcs pour faire face aux problèmes d'une communauté plus large. Bien que la discussion sur le traitement du lesbianisme n'ait pas été mentionnée dans ces pénitentiels, c'était un concept général selon lequel les relations lesbiennes étaient un péché plus petit que l'homosexualité masculine.
Un tel pénitentiel qui mentionne les conséquences pour l'activité lesbienne était le Paenitentiale Theodori, attribué à Théodore de Tarse (le huitième archevêque de Cantorbéry ). Trois canons principaux sont mentionnés en ce qui concerne l'homosexualité féminine : 12. Si une femme pratique le vice avec une femme, elle fera pénitence pendant trois ans. 13. Si elle pratique le vice solitaire, elle fera pénitence pendant la même période. 14. La pénitence d'une veuve et d'une fille est la même. Celle qui a un mari mérite une plus grande peine si elle commet la fornication.
Selon ses canons, Théodore considère les activités lesbiennes comme un péché mineur, car la fornication est considérée, plutôt qu'un péché sexuel plus grave comme l'adultère. Les femmes et les filles non mariées étaient jugées moins sévèrement parce qu'elles avaient un statut unique et n'avaient pas d'autre forme de libération sexuelle. Les femmes mariées, qui avaient des partenaires sexuels consentants autre que leurs maris, étaient jugées plus sévèrement parce qu'elles recherchaient la satisfaction sexuelle à travers une forme « contre nature ». Les personnalités religieuses tout au long des XIIe et XIIIe siècles ont continué à ignorer le concept de lesbianisme, mais dans la Summa Theologiae de Saint Thomas d'Aquin, il est question dans son sujet de la luxure que l'homosexualité féminine relève de l'une des quatre catégories d'actes contre nature.

### Médecine et science
Deux situations médicales étaient liées au lesbianisme dans l'Europe médiévale. Autrefois, une telle condition était que l'utérus d'une femme avait une accumulation de sa semence et en raison du manque de rapports sexuels, cela provoquait l'étouffement de l'utérus. Le remède à cette suffocation était qu'une sage -femme place des objets chauds sur la femme et l'amène à l'orgasme. Cela l'aiderait à conserver la semence d'un homme. L'idée qu'une femme amène une autre femme à l'orgasme était considérée comme moralement répréhensible par les chefs religieux et au XIIIe siècle, il a été avancé que le mariage était une solution à ce problème plutôt qu'une stimulation manuelle. La deuxième affection était la ragadia de l'utérus, dans laquelle des excroissances charnues se développaient à la suite d'un rapport sexuel ou d'un accouchement et ces excroissances pouvaient parfois se développer à l'extérieur du vagin. Ces excroissances ressemblaient à des pénis et on pensait que les femmes qui en avaient seraient capables d'avoir des relations sexuelles hétérosexuelles avec d'autres femmes parce qu'un pénis était nécessaire pour avoir des rapports sexuels. Finalement, la pratique de la masturbation des femmes et l'idée que les femmes atteintes de ragadiae auraient des relations sexuelles avec d'autres femmes ont disparu au fil du temps, masquant davantage les activités lesbiennes dans l'Europe médiévale.

### Lois laïques
Les lois contre le lesbianisme dans l'Europe médiévale n'étaient pas aussi répandues que les lois sur l'homosexualité masculine. Bien que moins grave, le lesbianisme constituait toujours une menace pour l'ordre social centré sur les hommes. Il a souvent été ignoré dans le droit séculier, mais il existe une exception connue. Rédigé vers 1260, le traité juridique français Li Livres de jostice et de plet prescrivait que si elle était reconnue coupable de sodomie : « La femme qui commet cela subira une mutilation (au premier et au deuxième) délit et au troisième doit être brûlée ». Il s'agit de l'une des seules lois connues à préciser quelles étaient les conséquences pour les femmes qui se livraient à des activités sexuelles lesbiennes. Au XIIIe siècle, le lesbianisme était assimilé à la sodomie et portait donc une peine similaire. Cependant, les tribunaux laïques n'ont pas poursuivi les cas de lesbianisme, principalement parce que les lois qui le feraient traduire en justice existaient à peine.

### Art
Il existe un seul poème d'amour courtois, écrit par une Bieiris de Romans et adressé à une autre femme nommée Mary, qui, selon plusieurs érudits, exprime en fait l'amour féminin homosexuel. La question est cependant fortement débattue dans les bourses d'études, car on ne sait rien d'autre sur Bieiris (Béatrice) que le poème lui-même. Certains chercheurs soutiennent qu'elle écrivait au nom d'un homme, d'autres qu'elle jouait simplement avec le format et utilisait le même registre de langage affectueux courant dans la société quotidienne à l'époque : le poème ne mentionne jamais « embrasser » Marie mais seulement la louant. personnage, ce qui ne permet pas de savoir si « l'amour » que Béatrice exprimait était romantique ou platonique. Un contre-argument avancé par d'autres chercheurs est que le fait même que Béatrice ait choisi d'utiliser un format poétique si traditionnellement utilisé pour exprimer l'amour romantique signifie qu'elle devait savoir qu'il serait compris comme exprimant un contexte romantique.

### Générale
- Diem, Albrecht. 'Teaching Sodomy in a Carolingian Monastery: A Study of Walahfrid Strabo's and Heito's Visio Wettini', in: German History 34 (2016), pp. 385-401.
- Moulins, Robert. Voir la sodomie au Moyen Âge. Chicago : Presses de l'Université de Chicago, 2015. (ISBN 9780226169125)
- Boswell, John. Christianisme, tolérance sociale et homosexualité : les homosexuels en Europe occidentale du début de l'ère chrétienne au quatorzième siècle Chicago : University of Chicago Press, 1980 ; 2015. (ISBN 9780226345222)
- Cadden, Jeanne. Rien de naturel n'est honteux : sodomie et science dans l'Europe médiévale tardive . Philadelphie : University of Pennsylvania Press, 2013.
- Evans, Ruth, éd. Une histoire culturelle de la sexualité au Moyen Âge . Oxford : Berg, 2011.
- Olsen, Glenn W. Des sodomites, des efféminés, des hermaphrodites et des androgynes : la sodomie à l'ère de Peter Damian . Toronto : Institut pontifical d'études médiévales, 2011.
- Cook, Matt, avec Robert Mills, Randolph Trumbach et HG Cocks. Une histoire gay de Grande-Bretagne: amour et sexe entre hommes depuis le Moyen Âge . Oxford : Greenwood, 2007. (ISBN 978-1846450020)
- Karras, Ruth Mazo. Sexualité dans l'Europe médiévale : Faire aux autres . New York : Routledge, 2005.
- Kłosowska, Anna. L'amour queer au Moyen Âge . New York : Palgrave Macmillan, 2005.
- Crompton, Louis. Homosexualité et civilisation . Cambridge, MA: Harvard University Press, 2003.
- Puff, Helmut. La sodomie dans la Réforme en Allemagne et en Suisse, 1400 – 1600. Chicago : Presses de l'Université de Chicago, 2003.
- Hergemoller, Bernd-Ulrich. Sodome et Gomorrhe : sur la réalité quotidienne et la persécution des homosexuels au Moyen Âge . Traduit par John Philips. Londres: Free Association Books, 2001.
- Dinshaw, Caroline. Devenir médiéval: sexualités et communautés, pré- et postmodernes . Durham, Caroline du Nord : Duke University Press, 1999.
- Jourdain, Marc. L'invention de la sodomie dans la théologie chrétienne. Chicago : Presses de l'Université de Chicago, 1997.
- Keiser, Elizabeth B. Désir courtois et homophobie médiévale : la légitimation du plaisir sexuel dans la « propreté » et ses contextes . New Haven, Connecticut : Yale University Press, 1997.
- Boswell, John. Unions homosexuelles dans l'Europe prémoderne . Fontana Press, 1994. (ISBN 9780006863267)
- Gooditch, Michel. Le vice inavouable : l'homosexualité à la fin de la période médiévale . Santa Barbara : ABC-Clio, 1979.
- Bailey, Derrick Sherwin. L'homosexualité et la tradition chrétienne occidentale . Londres : Longmans, Green & Co., 1955.

### Littérature
- Clark, David. Entre hommes médiévaux: amitié masculine et désir dans la littérature anglaise du début du Moyen Âge . Oxford : presse universitaire d'Oxford, 2009.
- Amer, Sahar. Traverser les frontières : l'amour entre femmes dans les littératures médiévales française et arabe . Philadelphie : University of Pennsylvania Press, 2008.
- Burgwinkle, William E. Sodomie, masculinité et droit dans la littérature médiévale: France et Angleterre, 1050–1230. Cambridge : Cambridge University Press, 2004.